# Villecomtal
Villecomtal (okzitanisch: Vila Comtal) ist eine französische Gemeinde mit 426 Einwohnern (Stand: 1. Januar 2022) im Département Aveyron in der Region Okzitanien (vor 2016 Midi-Pyrénées) Sie gehört zum Arrondissement Rodez und zum Kanton Lot et Truyère. Die Einwohner werden Villecomtalais genannt.

## Geographie
Villecomtal liegt etwa 20 Kilometer nördlich von Rodez. Umgeben wird Villecomtal von den Nachbargemeinden Campuac im Norden und Osten, Sébrazac im Osten, Rodelle im Südosten und Süden, Muret-le-Château im Süden, Mouret im Südwesten und Westen sowie Saint-Félix-de-Lunel im Westen und Nordwesten.

## Bevölkerungsentwicklung
| Jahr                       | 1962 | 1968 | 1975 | 1982 | 1990 | 1999 | 2006 | 2019 |
| Einwohner                  | 583  | 520  | 468  | 458  | 418  | 419  | 436  | 415  |
| Quellen: Cassini und INSEE |      |      |      |      |      |      |      |      |

## Sehenswürdigkeiten
- Kirche Saint-Barthélemy aus dem 18. Jahrhundert, seit 1938 Monument historique
- Steintor zum Ortskern aus dem 14. Jahrhundert, seit 1992 Monument historique
- Kapelle Saint-Blaise im Ortsteil Servières aus dem 12. Jahrhundert, seit 1992 Monument historique
- Schloss Villecomtal
- Schloss Puech
- Schloss La Guizardie

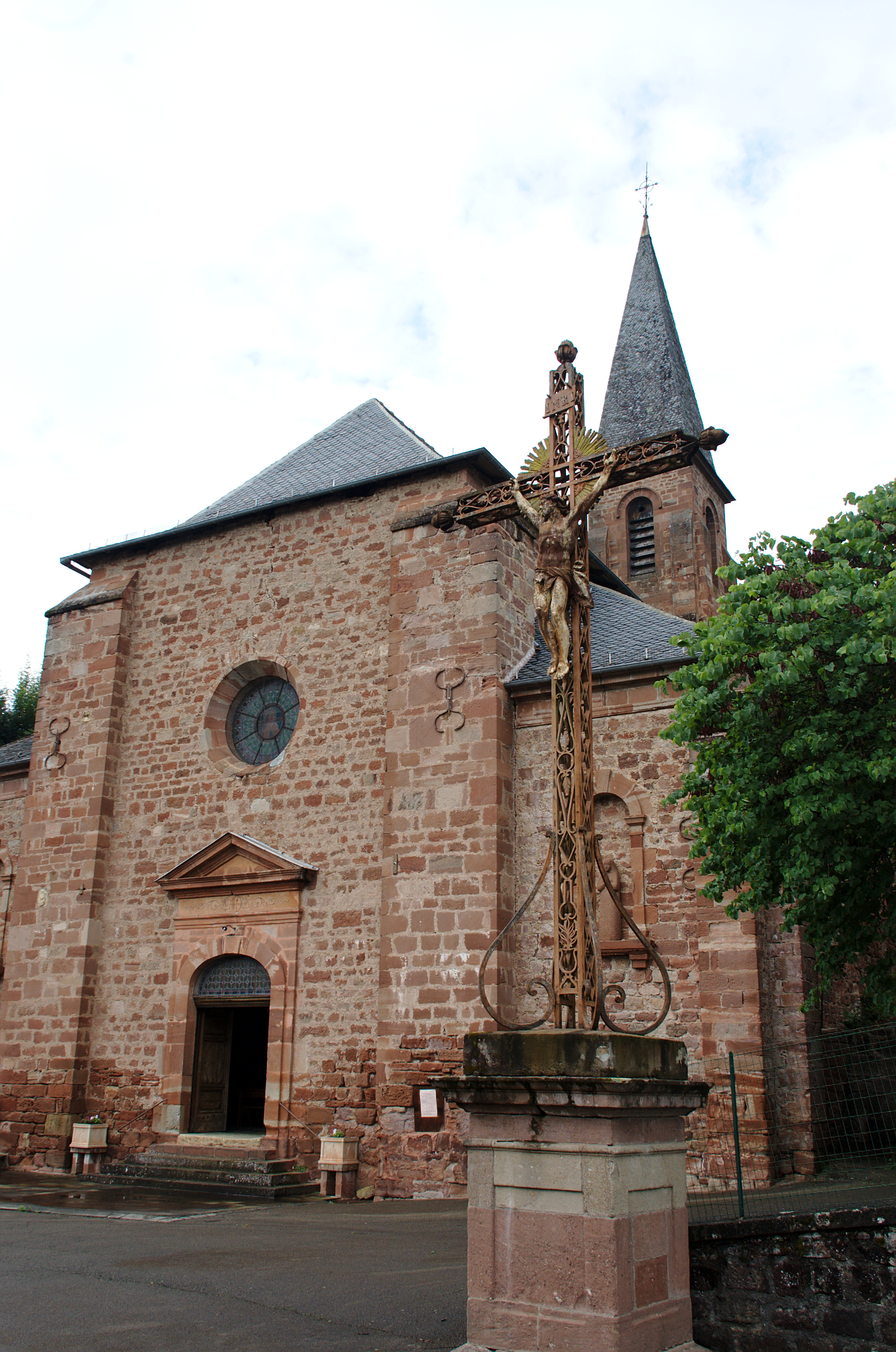
Kirche Saint-Barthélemy
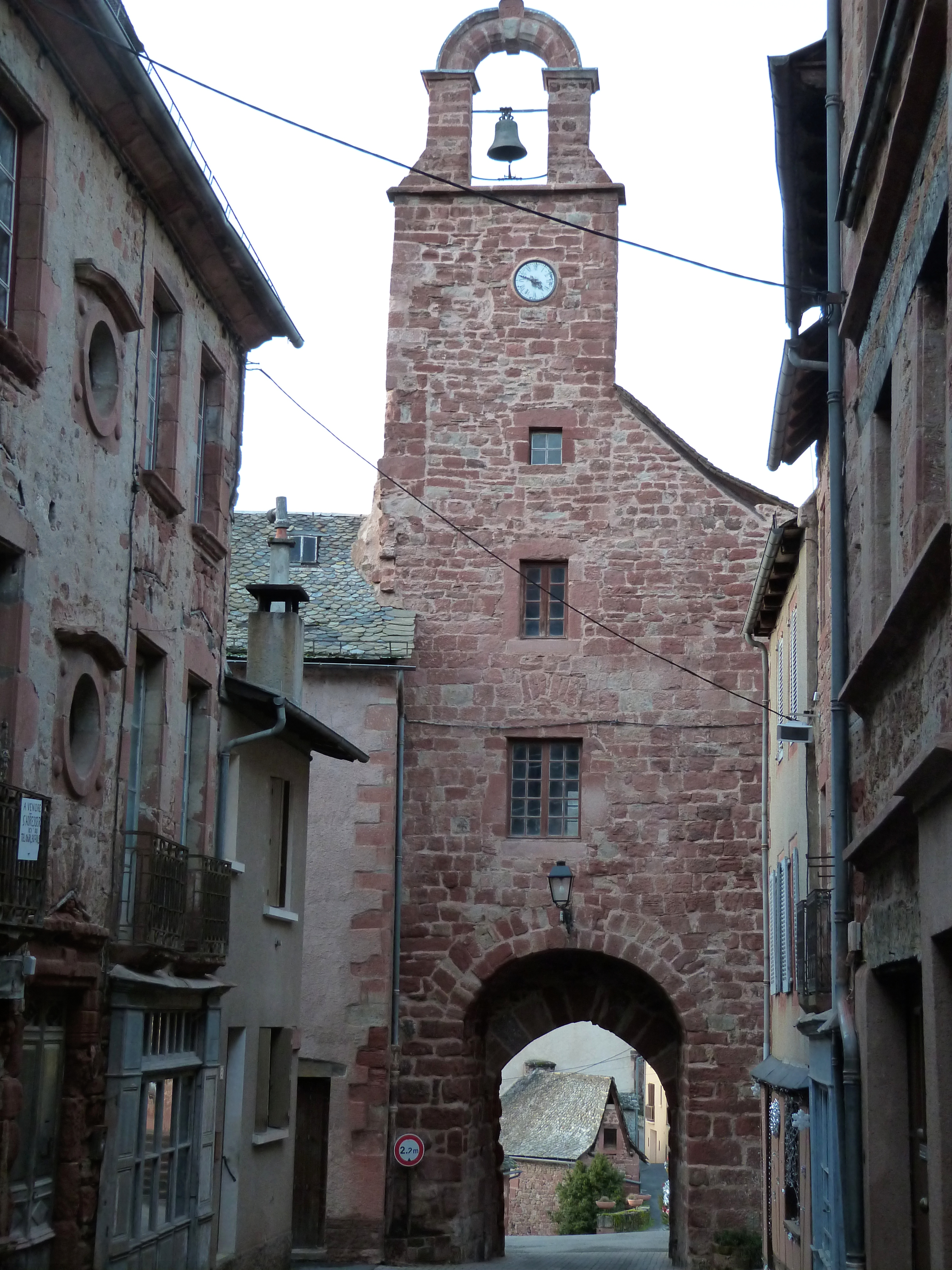
Steintor
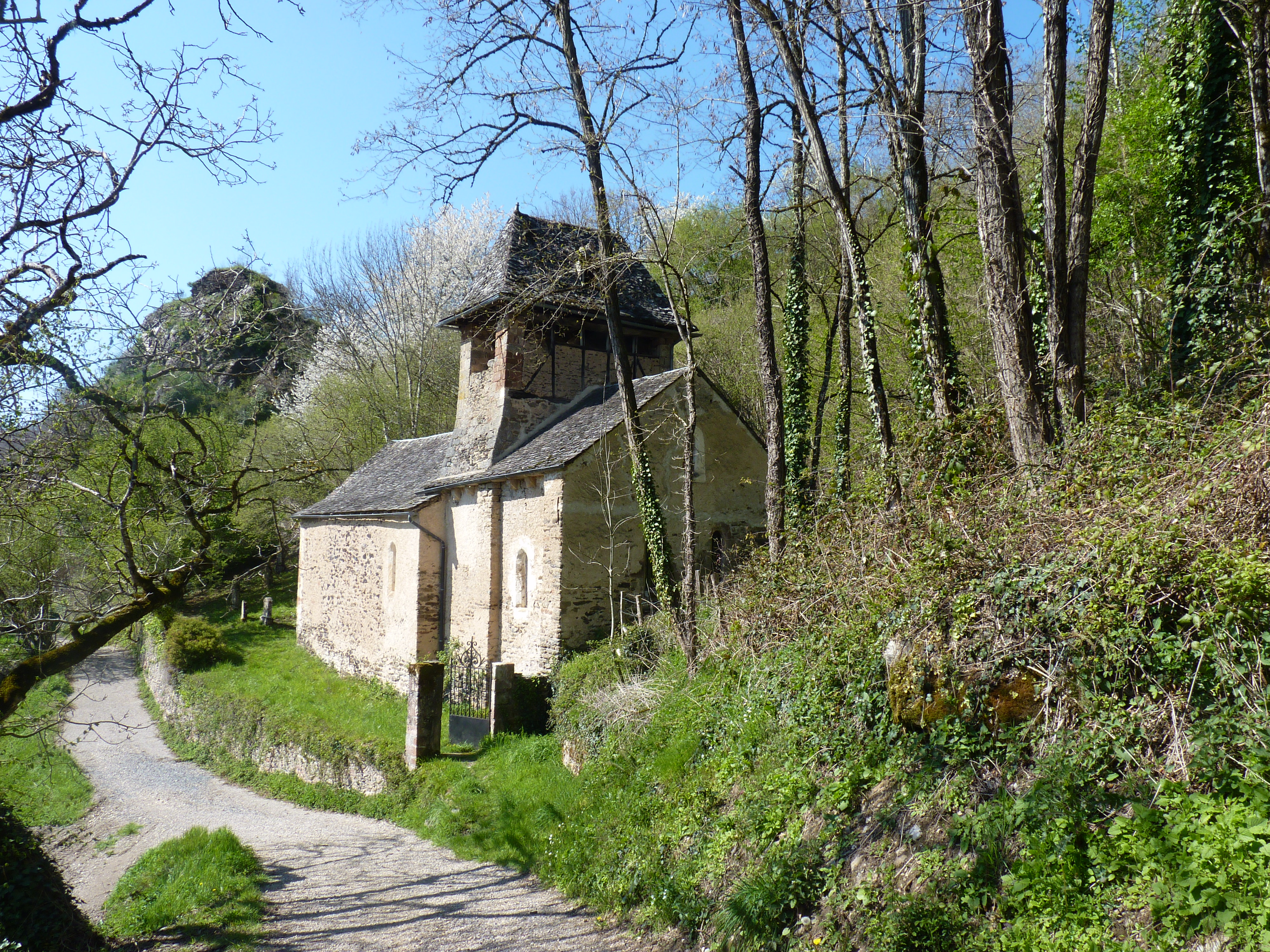
Kapelle Saint-Blaise
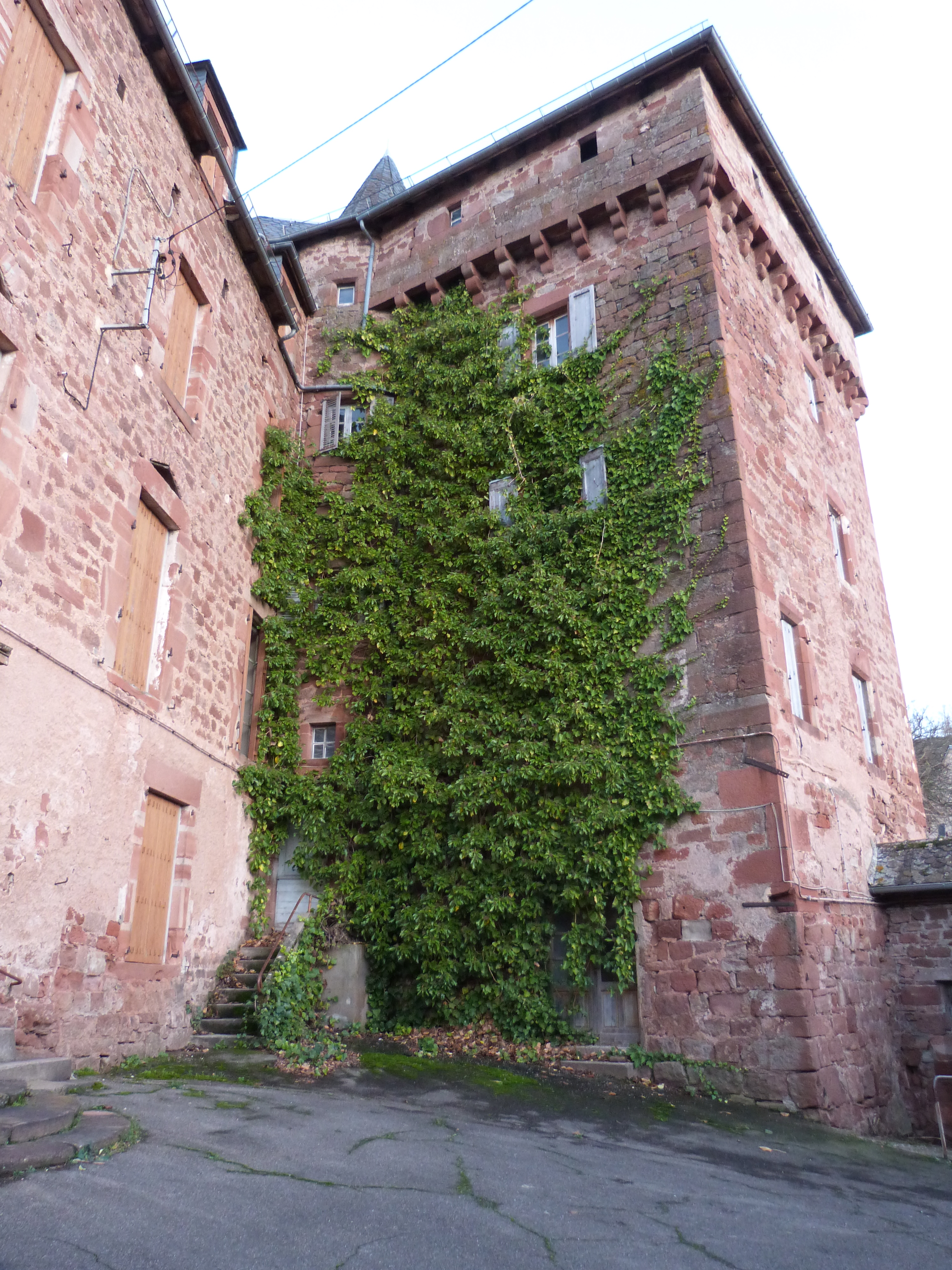
Turm des Schlosses Villecomtal
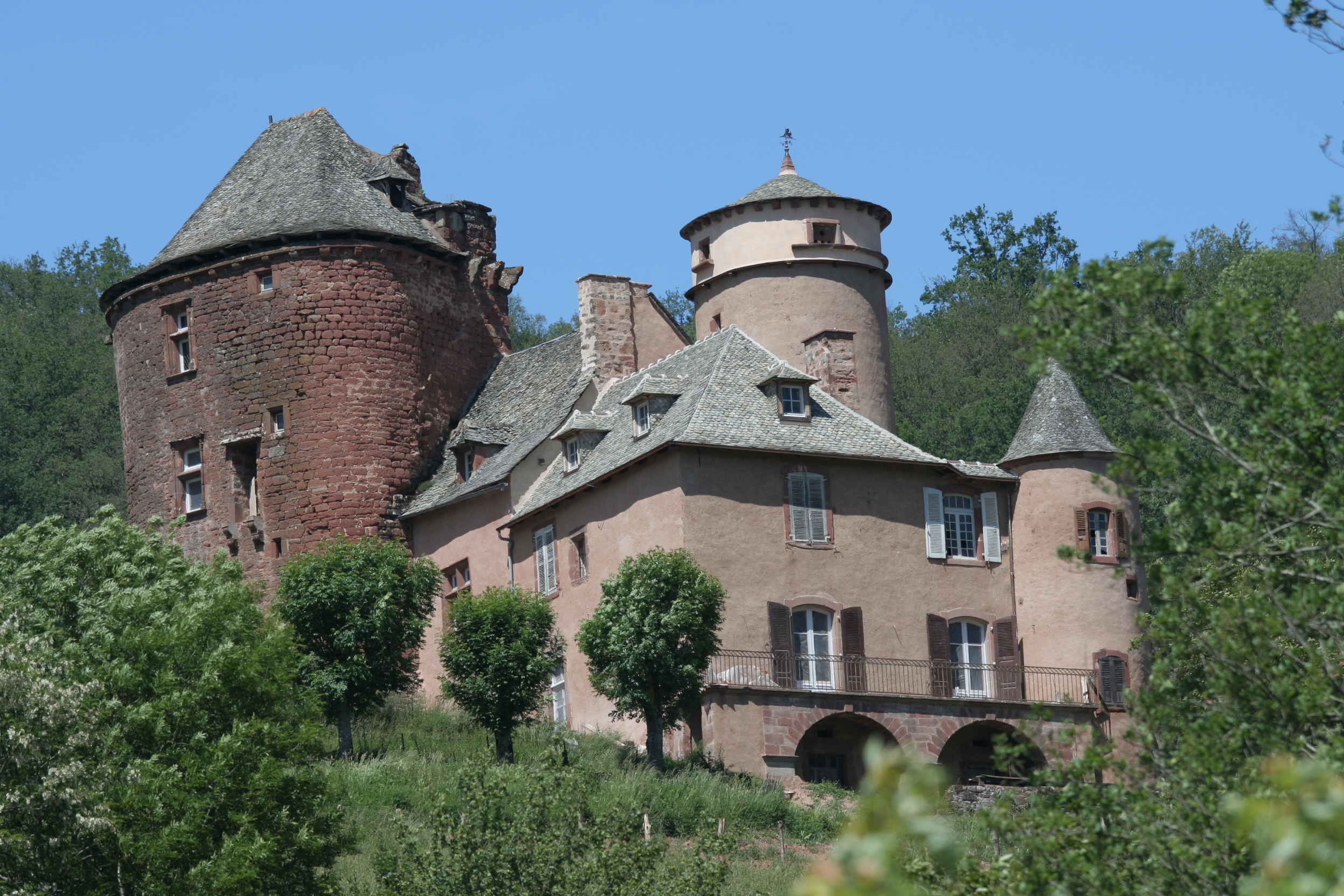
Schloss Puech